# Antonio Zani
Antonio Zani (Bologna, 9 marzo 1930 – Granarolo dell'Emilia, 7 settembre 2017) è stato un calciatore italiano, di ruolo difensore.

## Caratteristiche tecniche
Era un mediano difensivo solido, ma non molto dotato in fatto di tecnica pura.

## Carriera
Inizia la carriera nella Amatori Bologna. Nel 1948 viene acquistato dal Bologna, squadra di Serie A, nella cui rosa si trova nella stagione 1948-1949. Il 30 aprile 1949 esordisce in Serie A in Sampdoria-Bologna (1-1). Viene riconfermato in rosa anche per la stagione 1949-1950, nella quale però non scende mai in campo in partite ufficiali con gli emiliani; non viene mai impiegato nemmeno nella stagione 1950-1951, mentre nella stagione 1951-1952 gioca la sua seconda partita di Serie A in carriera. Raccoglie una presenza anche nella stagione 1952-1953, sempre in massima serie, così come nella stagione 1953-1954. Nell'estate del 1954 lascia dopo sei stagioni consecutive in rosa il Bologna, con un bilancio complessivo di 4 presenze senza reti con la maglia rossoblu. Passa al Venezia, con la cui maglia nella stagione 1954-1955 gioca 25 partite senza mai segnare nel campionato di Serie C, chiuso dai lagunari al settimo posto in classifica. Dopo un solo anno lascia la squadra veneta per passare alla Sarom Ravenna, in IV Serie. Con i giallorossi nella sua prima stagione gioca 18 partite nel massimo livello dilettantistico italiano (nel quale la squadra ottiene il secondo posto in classifica nel suo girone) e mette anche a segno il suo primo gol in carriera; nella stagione 1956-1957 la squadra romagnola vince il campionato e lo Scudetto Dilettanti, a cui Zani contribuisce con 2 reti in 37 presenze totali. Nella stagione 1957-1958 Zani esordisce in Serie C con il Ravenna, collezionando 22 partite senza mai segnare nel campionato di terza serie. Gioca poi 22 partite anche nella stagione 1958-1959, 20 nella stagione 1959-1960, 21 nella stagione 1960-1961 ed infine 2 nella stagione 1961-1962, l'ultima della sua carriera da calciatore.
Si ritira con un bilancio totale di 4 presenze in Serie A, 112 presenze in Serie C e 55 presenze con 3 gol in IV Serie.

## Palmarès

### Club

#### Competizioni nazionali
- IV Serie: 1

Sarom Ravenna: 1956-1957 (girone C)
- Scudetto Dilettanti: 1

Sarom Ravenna: 1956-1957